# David Suzuki

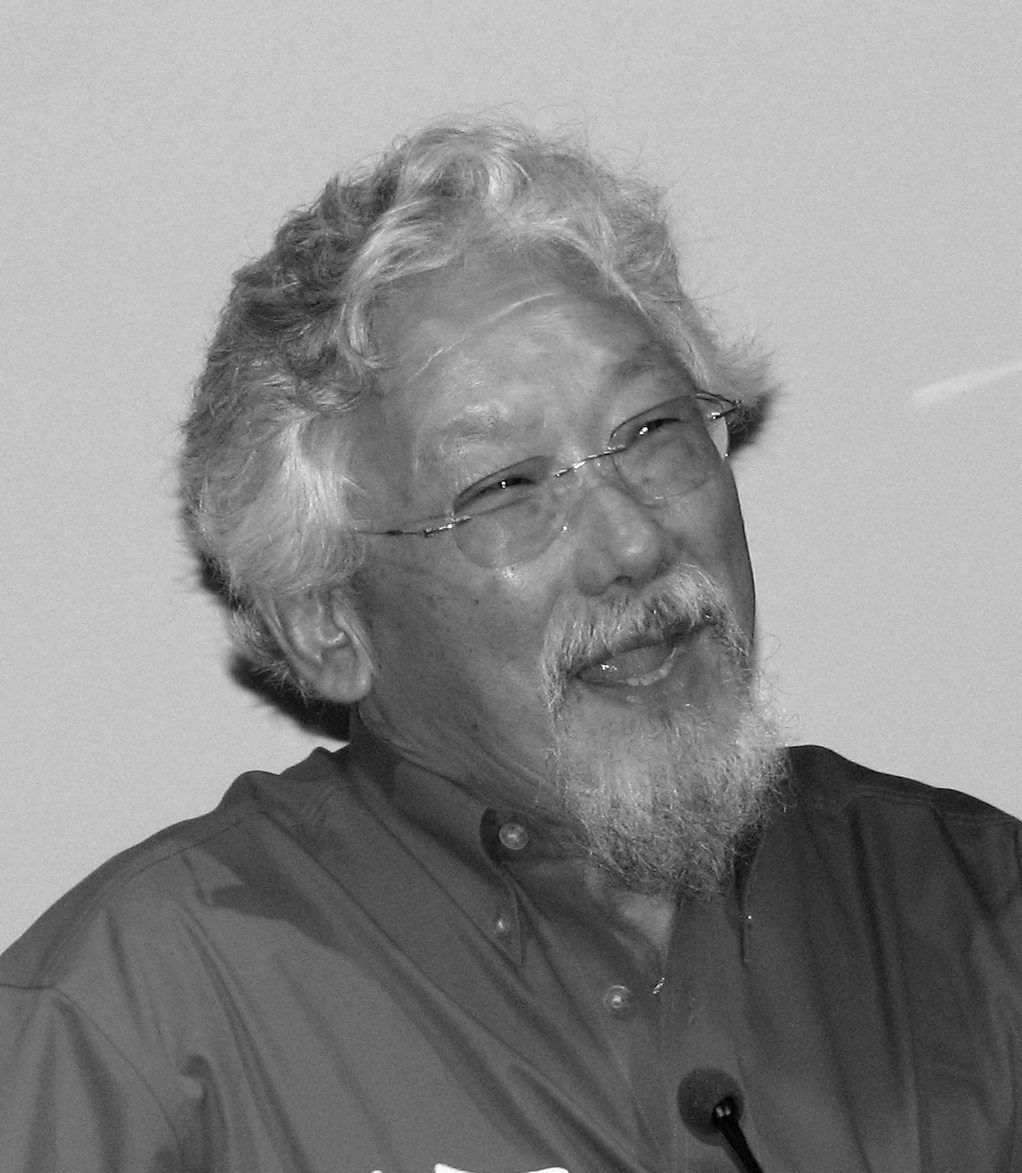
David Suzuki

David Takayoshi Suzuki (Vancouver, 24 maart 1936) is een Canadees geneticus die bekendheid verwierf als een vertegenwoordiger van de wetenschap en als milieu-activist. Hij is medestichter van de David Suzuki Foundation.
Hij ontving verschillende prijzen voor zijn onderzoek naar genetische mutaties. Ook kreeg hij meerdere onderscheidingen voor het toegankelijk maken van wetenschappelijke kennis voor een groot publiek.